# Kilb
Kilb est une commune autrichienne du district de Melk en Basse-Autriche.